# Rafel Ballester i Castell
Rafel Ballester i Castell (Palma, 22 d'agost de 1872 - Tarragona, 17 d'agost de 1931), va ser un pedagog, geògraf i historiador.
Inicià els seus estudis de batxiller al col·legi particular de Sta. Teresa, al Pont d'Inca, que dirigia Bartomeu Ordinas i Bauzà. Després va ser alumne de l'Institut Balear on va ser company d'estudis de Gabriel Alomar, Pere Bonet de 1os Herreros, Roc Carnicer i Jaume Pomar, entre molts d'altres, i fou un alumne brillant, premiat diverses vegades (anys 1883, 1884, 1885, etc.) per les seves excel·lents notes.
Llicenciat en Filosofia i Lletres a la Universitat de Barcelona, es dedicà a la Geografia i a la Història, i es doctorà a la Universitat de Madrid el 1907 amb una tesi sobre la metodologia de la geografia. Seguí el mestratge de Josep Lluís Pons i Gallarza, Rafael Altamira i Alfred Morel-Fatio. Fou redactor de “La Almudaina” de Palma (1898-1900) quan la dirigia Miquel dels Sants Oliver. Guanyà la càtedra de Geografia i Història de l'Institut de Palència, passant després al de Girona, on va tenir com alumnes Jaume Vicens i Vives i Lluís Pericot i Garcia, i més tard passà al de Valladolid, on es jubilà el 1929. Es va retirar a Tarragona on morí el mes d'agost de 1931.
A més de nombrosos articles (entre altres al Butlletí de la Societat Arqueològica Lul·liana), publicà entre altres els següents treballs: Estudio sobre la Enseñanza de la Geografia (Palma, 1901), amb un pròleg de Mateu Obrador; Bosquejo Histórico sobre la Instrucción Pública en Mallorca (Palma, 1904), intent molt seriós d'historiar l'educació a l'illa i que fou premiat al concurs que l'Ajuntament de Palma celebrà el 1903 per commemorar l'enderrocament de les murades de Ciutat; Al Dia, sèrie d'articles periodístics i de divulgació aparescuts a diverses publicacions entre els anys 1898 i 1901. Traduí també: els Assaigs de crítica i història d'Hyppolite Taine, referits a Espanya.
La seva tesi doctoral Investigaciones sobre metodologia geográfica (Madrid, 1908) es publica també en forma d'article a l'Argentina. Cal destacar la seva vessant com a autor d'obres de text per a estudiants de batxillerat: Geografia de España (amb quatre edicions el 1934); Clio. Iniciación al estudio de la historia, obra de gran difusió i que la seva utilització perdurà molts anys després de la mort de l'autor (hi ha una setena edició publicada a Tarragona el 1942); el seu Curso de Historia de España (Girona, 1921) fou traduït al francès i adaptat a l'alemany en una edició a Leipzig el 1930. Són importants les seves aportacions a la investigació històrica: Fuentes narrativas de la historia de España durante la Edad Media (477-1474) (Palma, 1908) i la Bibliografía de la Historia de España. Catálogo metódico y cronológico de las fuentes y obras principales relativas a la Historia de España desde sus orígenes hasta nuestros dias (Barcelona, 1921).

## El pensament de Rafel Ballester
Antoni Colom ha indicat que Ballester és un home format de ple a l'època de la Restauració i fa seu l'esperit regeneracionista a partir de les idees liberals i positivistes, convençut que sols a través de l'educació es podrà arribar a la millora econòmica, social i cultural. Aquest plantejament el du al regionalisme. Critica el centralisme espanyol i les seves conseqüències nefastes en l'educació mallorquina: 
"La Historia de la Enseñanza en Mallorca durante el siglo XIX queda absorbida como gota de agua que arrebata la corriente en la Historia General de la lnstrucción Pública española. Desde el día en que nuestros establecimientos docentes como el Instituto Balear, la Escuela Normal, la de Bellas Artes, la de Nautica y las Escuelas de Primeras Letras, comienzan a funcionar bajo Ia administración y la iniciativa del Estado, la educación y la instrucción pública en Mallorca adolecen como es natural de las deficiencias y del raquitismo propio de los establecimientos oficiales. 
Ni el celo e inteligencia del profesorado y discipulos, ni los sacrificios pecuniarios impuestos a los padres de familia, ni las múltiples reformas acometidas por los consejeros de la Corona, ni la inspiración de los cuerpos consultados, ni las tareas encomendadas a las juntas locales, ni la labor de las corporaciones religiosas, nada de ello basta para ingerir una gota de sangre nueva, un hálito de vida al gran cadáver de la instrucción pública española".
Aquesta reflexió el du a defensar la llengua materna com a llengua escolar i a la necessitat de comptar amb professorat illenc. En aquest tema és clar i contundent:
"Fijemonos sino en un hecho sólo; en la prohibición de que en las escuelas se enseñe en otra lengua que no sea la castellana. Aparte de los inconvenientes que de ello resultan, inconvenientes que el profesor de la Escuela Normal de las Baleares D. Miguel Porcel expuso en su conferencia dada en esta Ciudad el 23 de junio último diciendo que todo individuo siente predilección innata por la lengua materna, la cual es preferible a Ios demús idiomas extranjeros por perfectos y brillantes que fueren; que un pueblo tiene existencia como tal mientras posea un idioma propio; que desaparece una lengua cuando desaparece el pueblo que la habla; que los dominadores ponen empefio en hacer perder el habla nativa a los pueblos dominados para que de este modo pierdan también el recuerdo de su independencia y la noción de su nacionalidad; aparte de todo esto la enseñanza no dará nunca sus frutos mientras el maestro tenga que sostener una lucha titánica para ser entendido y entender a sus discipulos".
La seva opció, per tant, sense abjurar del liberalisme, del regeneracionisme, i del paper que en ells juga l'educació, es decanta cap a una concepció d'estat regionalista i autonòmica com a única forma de fer possible la veritable regeneració mitjançant l'educació, l'avenç de les ciències i el progrés.